# Cecilia, hermana
Cecilia, hermana  es el decimosexto capítulo de la segunda temporada de la serie de televisión argentina Mujeres asesinas. Este episodio se estrenó el día 25 de julio de 2006.
Este episodio fue protagonizado por Romina Ricci, en el papel de asesina. Coprotagonizado por Tomás Fonzi y Humberto Serrano. También, contó con la actuación especial de María Ibarreta. Y las participaciones de Jessica Bacher y Luciano Cáceres.

## Desarrollo

### Trama
Cecilia (Romina Ricci) es una joven artesana que vive con sus padres y su hermano Luis (Tomás Fonzi). Cecilia siente un amor especial por Luis. Desde niños, la relación de complicidad los mantiene siempre unidos. Él es incondicional y está siempre a su lado, la defiende y protege de todo. Pero de adultos esa relación especial se vuelve incestuosa. Cecilia siente que están predestinados, que son almas gemelas. Cuando él decide casarse con Lucía todo cambia. El amor que Cecilia siente por Luis se transforma en obsesión, ella no tolera la idea de que él contraiga matrimonio, pero Luis igualmente se casa. El día de la boda, en la fiesta, Cecilia llega vestida con un traje rojo. Se dirige a Luis y le dice que por qué se casó, luego saca una gubia que se lo clava dos veces en el estómago y él muere camino al hospital.

### Condena
Cecilia fue declarada inimputable y pasó 18 años en una institución para enfermos mentales. Durante los primeros años de internación estuvo en un pabellón para pacientes de alta peligrosidad. Con diabetes y problemas cardíacos, Cecilia abandonó el hospital poco antes de cumplir 52 años.

## Elenco
- Romina Ricci
- Tomás Fonzi
- Jessica Bacher
- Humberto Serrano
- Luciano Cáceres
- María Ibarreta

## Adaptaciones
- Mujeres asesinas (México): Cecilia, prohibida - Adriana Fonseca